# Ґонскі (Пясечинський повіт)
Ґонскі (пол. Gąski) — село в Польщі, у гміні Тарчин Пясечинського повіту Мазовецького воєводства.
Населення — 56 осіб (2011).
У 1975-1998 роках село належало до Варшавського воєводства.

## Демографія
Демографічна структура станом на 31 березня 2011 року:
|          | Загалом | Допрацездатний вік | Працездатний вік | Постпрацездатний вік |
| -------- | ------- | ------------------ | ---------------- | -------------------- |
| Чоловіки | 27      | 4                  | 20               | 3                    |
| Жінки    | 29      | 6                  | 15               | 8                    |
| Разом    | 56      | 10                 | 35               | 11                   |